# 藤吉浩二
藤吉 浩二（ふじよし こうじ、6月21日 - ）は、日本の男性声優。アイムエンタープライズ所属。愛知県出身。

## 略歴
日本ナレーション演技研究所、江崎プロダクション養成所、映像テクノアカデミア卒業。
高校2年生ぐらいから声優を志す。
それまでは、単純にアニメが好きであり、舞台にも興味はなく声優と言う職業がある事自体無知だった。

## 人物
趣味・スポーツはカラオケ、スキー。特技はパソコン。資格は普通自動車免許。

## 出演

### テレビアニメ
2008年
- 絶対やれるギリシャ神話（パリス）
- テイルズ オブ ジ アビス（兵士）
- NARUTO -ナルト- 疾風伝（タツジ、セイト、火の寺の忍、改達忍）
- BLEACH（村人B、四十六室C、裁判官）

2009年
- ケロロ軍曹（ケロン人上司）
- スティッチ! 〜いたずらエイリアンの大冒険〜（ベートーベンの肖像）
- フレッシュプリキュア!（老人）
- 夢色パティシエール（数学の先生）

2011年
- これはゾンビですか?（サラリーマン、現国教師、プロデューサー）
- ドラゴンクライシス!

2012年
- エリアの騎士（鎌倉大学選手A）
- 銀魂'（オタクB）

2013年
- 俺の妹がこんなに可愛いわけがない。（カメラマン）
- まおゆう魔王勇者（兵士B、肥満領主）

2014年
- アルドノア・ゼロ（バーテンダー、キャスター）
- 悪魔のリドル（晴の父）
- 極黒のブリュンヒルデ（老人）
- selector spread WIXOSS（作業員）
- RAIL WARS!（外国人の男、ファン、作業員C、MC）
- 六畳間の侵略者!?（柔道部員）

2015年
- シドニアの騎士 第九惑星戦役（模型屋の店主、作業員、偵察隊隊長、東亜重工技師）
- ニンジャスレイヤー フロムアニメイシヨン（カタギ）

2016年
- 甘々と稲妻（肉屋）
- ガーリッシュナンバー（クースレ音響監督）
- 坂本ですが?（おじさん）
- ドリフターズ（オルテ兵、コボルト兵）

2017年
- アイドル事変（根黒田）
- ゼロから始める魔法の書（露店の店主）
- いぬやしき（司会者、刑事、警官）

2018年
- オーバーロード シリーズ（2018年 - 2022年、ザナック・ヴァルレオン・イガナ・ライル・ヴァイセルフ） - 3シリーズ

2019年
- どろろ（武将）
- 可愛ければ変態でも好きになってくれますか?（数学の先生）
- 荒ぶる季節の乙女どもよ。（校長）

2020年
- 理系が恋に落ちたので証明してみた。（2020年 - 2022年、郭鍾仙） - 2シリーズ
- 乙女ゲームの破滅フラグしかない悪役令嬢に転生してしまった…（教師）

2021年
- チート薬師のスローライフ〜異世界に作ろうドラッグストア〜（ベリアル）
- 大正オトメ御伽話（医者、担任教師、村人、被災した人達）

2022年
- リーマンズクラブ（小幡部長）

### 劇場アニメ
- 劇場版 NARUTO -ナルト- 疾風伝 絆（2008年、空忍）
- チベット犬物語 〜金色のドージェ〜（2012年、部下）
- 劇場版 BLOOD-C The Last Dark（2012年、監視員）
- ONE PIECE FILM RED（2022年）

### Webアニメ
- ソードガイ The Animation（2018年、教授）

### ゲーム
2009年
- パズル -ぼくらの48時間戦争-（校長）
- FINAL FANTASY XIII（コクーン市民）

2010年
- 電撃のピロト〜天空の絆〜
- メモリーズオフ ゆびきりの記憶（天川龍三、サブキャラクター）

2013年
- AKIBA'S TRIP2（坂口興馬）

2014年
- あやかしごはん（一つ目小僧）

2016年
- Magical Stone（キューエル）

2018年
- グランドチェイス-次元の追跡者（マジョラム）

2022年
- レゴ スター・ウォーズ：スカイウォーカー・サーガ

2023年
- 信長の野望 出陣（鬼庭左月斎、吉良親貞、鳥居元忠）

2024年
- メタファー：リファンタジオ（モンタリオ公国領主）

### ドラマCD
- 新釈 鏡花あやかし秘帖 vol.1 - 3（久我良利）
- 百錬の覇王と聖約の戦乙女（ボドヴィッド[8]）

### ラジオドラマ
- VOMIC
  - 嘘喰い（カール・ベルモンド）
  - ニセコイ（組長）

### 吹き替え

#### 映画
- インクレディブル
- ウォーロード/男たちの誓い
- ウルフクリーク/猟奇殺人谷
- エディ・マーフィの劇的1週間（フレッド・フランクリン〈スティーヴン・ルート〉）
- お兄ちゃんはデンマザー
- 華麗なるリベンジ（ウ・ジョンギル）
- 奇人たちの晩餐会 USA（ウィリアムズ）
- シニアイヤー（ジム）
- セックス・アンド・ザ・シティ
- 戦場のメロディ（連隊長）
- 地球が凍りつく日
- 月に囚われた男（オーバーマイヤーズ〈マット・ベリー〉）
- ハイランダー・ネクスト
- ベガスの恋に勝つルール
- ミート・ザ・ペアレンツ3
- ミス・シェパードをお手本に（ルーファス）
- モンキーマン（アルフォンソ〈ピトバッシュ〉[9]）
- 誘拐交渉人
- ライフ・ドア 黄昏のウォール街（バートン）
- レイン・オブ・アサシン
- 恋愛ルーキーズ
- ロボット
- わが心の友 愛犬デヴォン

#### ドラマ
- ER緊急救命室
  - シーズンXIV #18（チャーリー〈ダリル・アラン・リード〉）
  - シーズンXV #18（ボリス〈ユージン・アルパー〉）
- 救命医ハンク セレブ診療ファイル
- クリミナル・マインド6 FBI行動分析課
- クリミナル・マインド 特命捜査班レッドセル
- グレイズ・アナトミー
- コバート・アフェア CIA諜報員アニー
- CSI:ニューヨーク7
- シークレット・サークル
- ダークエイジ・ロマン 大聖堂
- ダメージ3
- チャームド 〜魔女3姉妹〜
- 推奴 〜チュノ〜
- デスパレートな妻たち
- Terra Nova 〜未来創世記
- トンイ
- ハリーズ・ロー 裏通り法律事務所
- 魔術師 MERLIN
- MAD MEN（フレディ・ラムセン）
- 名探偵ポワロ 死との約束
- 名探偵モンク5
- 名探偵モンク7
- メリは外泊中
- ロイヤルファミリー
- 私はラブ・リーガル2

#### テレビ番組
- アメリカお宝鑑定団ポーンスターズ（リチャード・ハリソン）

#### アニメ
- アベンジャーズ 地球最強のヒーロー（カーン）
- チャウダー
- ヒックとドラゴン

### 映画
- 銀魂（2017年7月14日、天人の声）

### オーディオブック
- 悪人  上巻・下巻（2017年、矢島憲夫）

### シリーズ一覧
1. ↑  第2期『II』（2018年）、第3期『III』（2018年）、第4期『IV』（2022年）
2. ↑  第1期（2020年）、第2期『r=1-sinθ』（2022年）